# ألوات ساكيما
ألوات ساكيما (بالإنجليزية: Allowat Sakima)‏ ألوات ساكيما تعني حرفيا «الرئيس الجبار» أو «الرئيس العظيم»، وهي إشارة مجازية إلى معبود خارق، الروح الأعظم. كما أنها إشارة احترام للشخصيات الأسطورية ذات الأهمية الثقافية والتاريخية للقبيلة. ومعظم هؤلاء يرسمون وهم يرتدون قبعة من ريش النسر (رمزا للنسر والطيران) وجلد غزال للساقين (رمرًا لسرعة الغزال) وعصا عليها ريش نسر أيضا. ولكن الأغلب أن نجد غطاء الرأس عند قبائل السهول، بعد أن تناقص أفراد قبائل دیلوار إلى حد كبير وبعد أن أخرجوا من ديارهم إلى أوكلاهوما.

## معرض صور

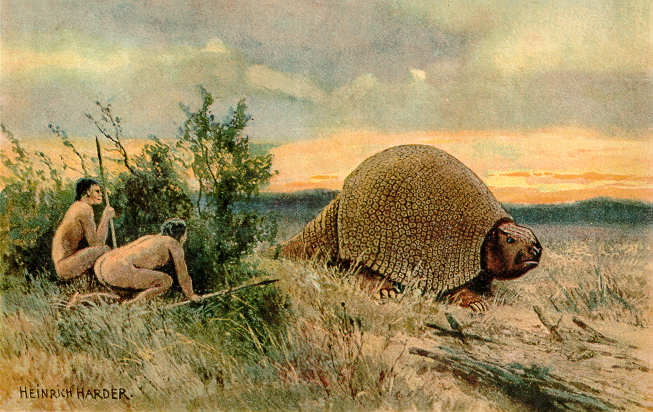
رسم توضيحي للسكان الأصليين وهم يصطادون غليبتودون.
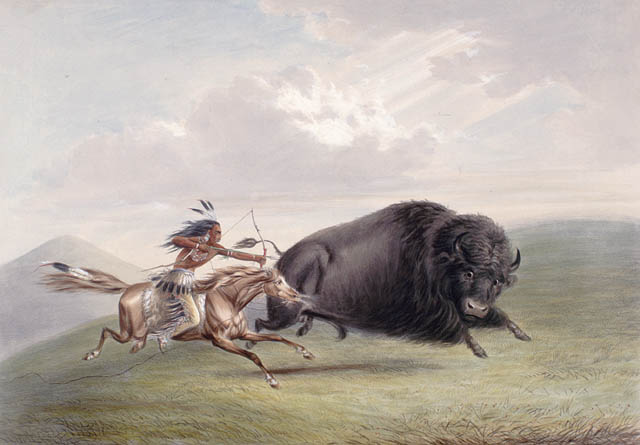
مطاردة البيسون يصورها جورج كاتلين.
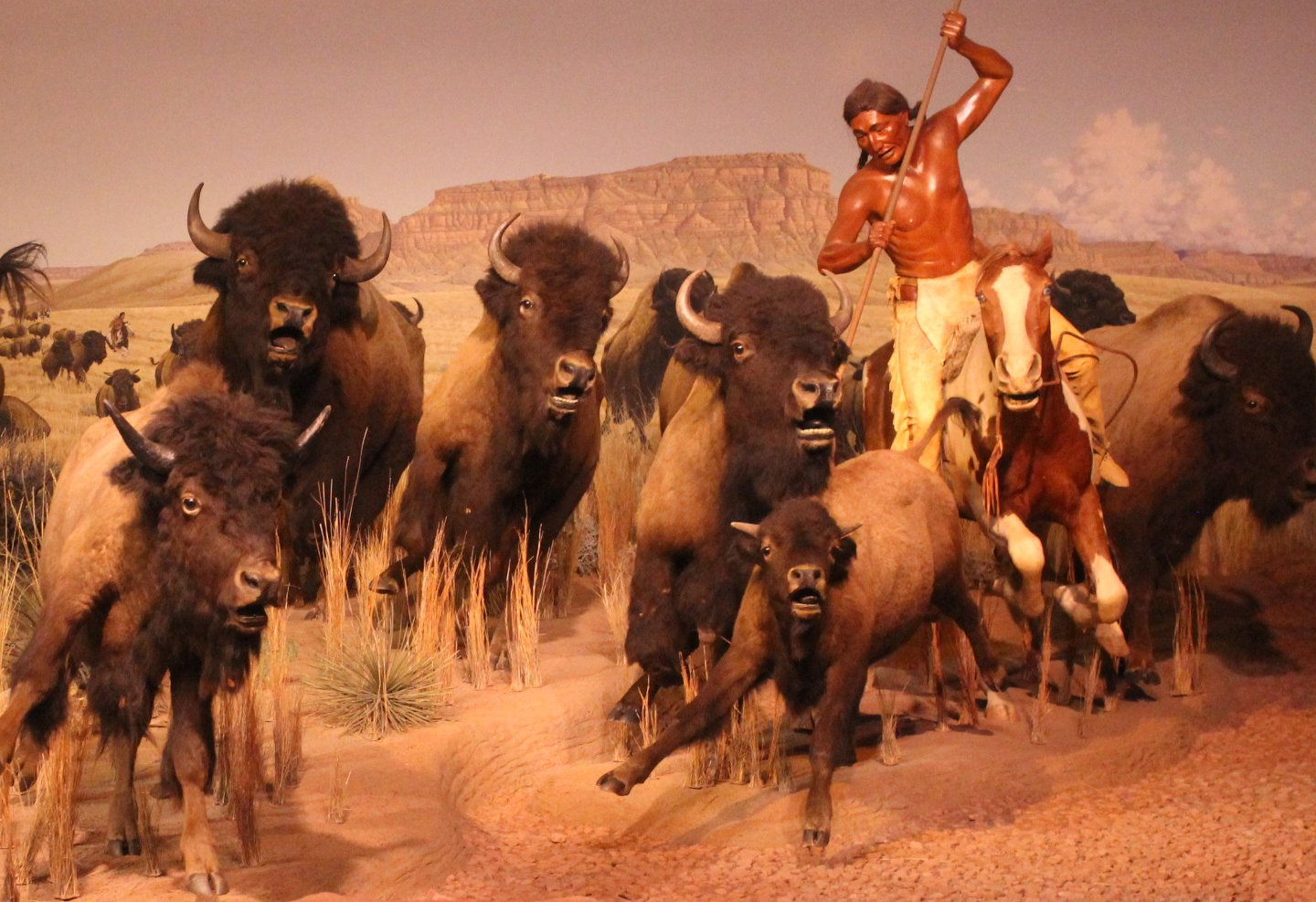
مطاردة حيوان البيسون من قبل أحد السكان الأصليين.
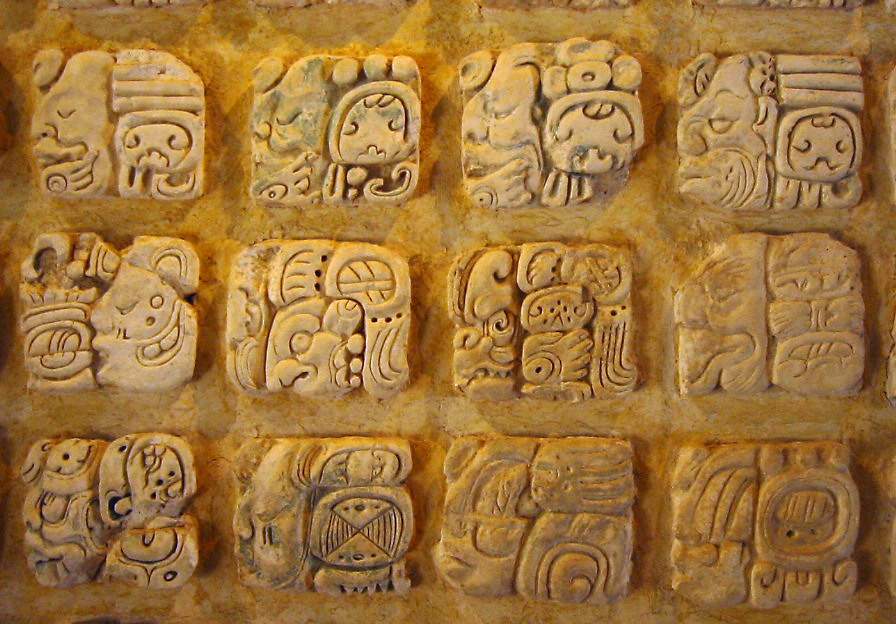
صورعلى الجص من المايا في متحف Sitio في بالينكو، المكسيك.
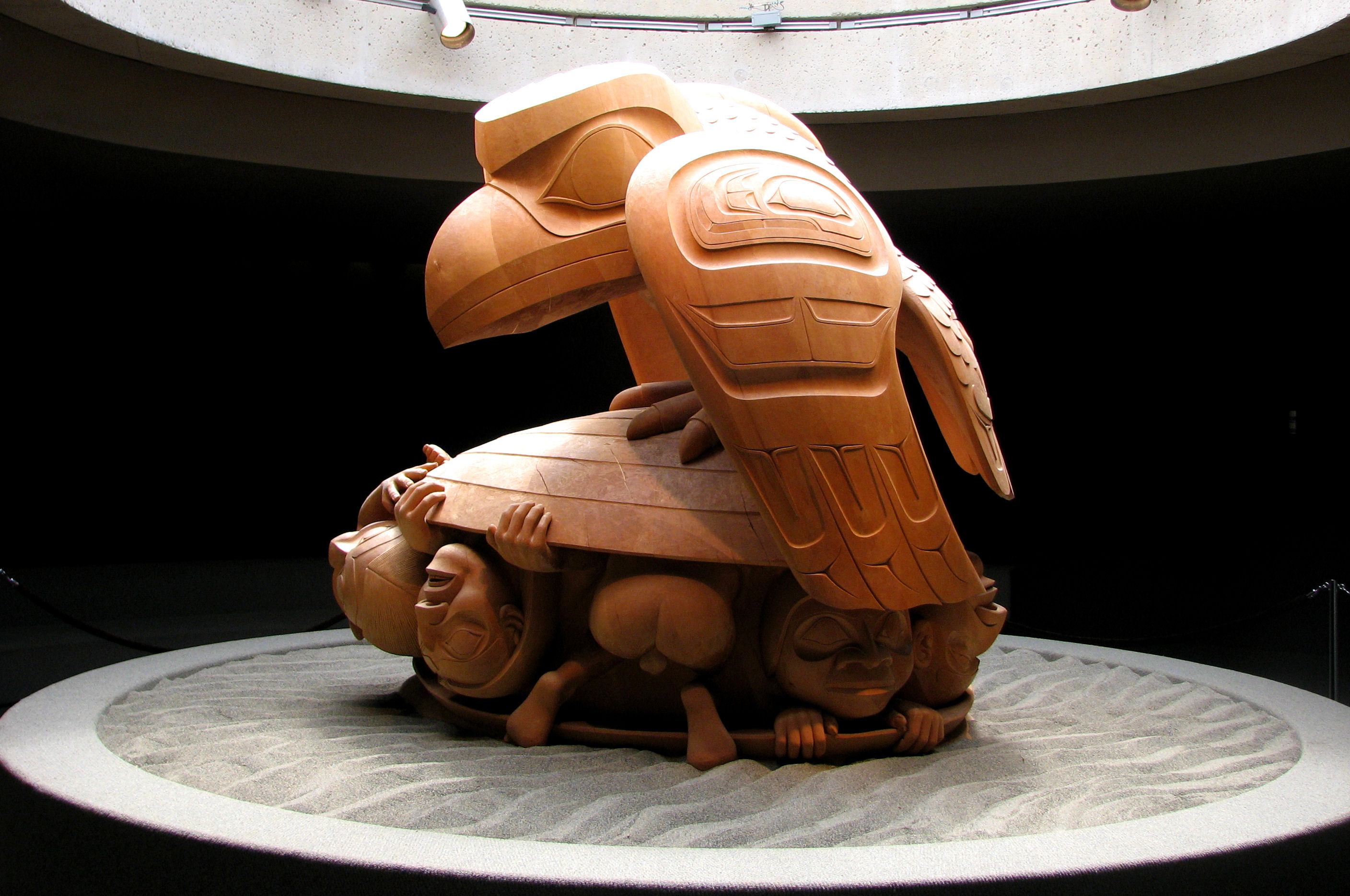
الغراب والرجل الأول. يمثل الغراب شخصية المحتال المشترك في العديد من الأساطير.